# Böhmiske Mittelgebirge
Böhmiske Mittelgebirge eller på tjekkisk České Středohoří er en bjergkæde i det nordlige Böhmen i Tjekkiet. Toppene er af vulkansk oprindelse , og det højeste Milešovka er på 836 moh. Bjergkæden er omkring 80 km lang, og gennemskæres af Elben.
Motorvejen mellem Prag og Dresden går gennem bjergene.
- Milá
- Milešovka

- Hazmburk
- Košťálov